# Fédération de Norvège de tennis de table
La Fédération de Norvège de tennis de table (en norvégien : Norges Bordtennisforbund -  NBTF) est l'organisme national de tennis de table en Norvège. Le président est Øivind Eriksen, le vice-président est Ingvild Sorteberg et le secrétaire général est Svenn-Erik Nordby. Le siège est à Oslo, capitale du pays. La Fédération de Norvège de tennis de table est affiliée à la Fédération internationale de tennis de table.

## Liste des présidents après la Seconde Guerre mondiale
- 1946-1949 : Finn L. B. Larsen
- 1949-1953	: Arne Noer
- 1953-1955	: Andreas M. Iversen
- 1955-1959	: Asbjørn Alvær
- 1959-1962 : Walter Kaufmann
- 1962-1965	: Torleif Moklev
- 1965-1967	: Tore Sørensen
- 1967-1975	: Johann Justad
- 1975-1977	: Jordi Tell
- 1977-1983	: Kjell Svanevik
- 1983-1989 : Odd Gustavsen
- 1989-1995	: Sigbjørn Skaar
- depuis 1995 : Øivind Eriksen